# Rieselfeldgraben II
Der Rieselfeldgraben II ist ein Meliorationsgraben und rechter Zufluss des Zülowkanals auf der Gemarkung der Stadt Mittenwalde im Landkreis Dahme-Spreewald in Brandenburg. Der Graben entstand zur Entwässerung der Berliner Rieselfelder und beginnt im 21. Jahrhundert südwestlich des Schönefelder Kreuzes, einem Autobahnkreuz der Bundesautobahn 113 mit der Bundesautobahn 10. Dort befanden sich im 19. Jahrhundert ein Teil der Berliner Rieselfelder. Der Graben verläuft auf einer Strecke von rund einem Kilometer vorzugsweise in südlicher Richtung in den Kirchpfuhl, ein kleines Gewässer. An seinem südlichen Ufer tritt er wieder aus und verläuft auf weiteren rund vier Kilometern in südsüdwestlicher Richtung bis zum Mittenwalder Ortsteil Ragow. Dort wird er auch als Dorfgraben bezeichnet. Südlich der Wohnbebauung verläuft er weiter in südlicher Richtung durch eine landwirtschaftlich genutzte Fläche und entwässert nach rund einem Kilometer in den Zülowkanal.